# Szawałd
Szawałd (Sadowo) (niem. Schadwald) – osada w Polsce położona w województwie pomorskim, w powiecie malborskim, w gminie Malbork na obszarze Wielkich Żuław Malborskich nad Nogatem.

## Opis
Wieś założona w 1352 przez wielkiego mistrza Winricha von Kniprode.  Wieś królewska położona była w II połowie XVI wieku w województwie malborskim. W latach 1975–1998 miejscowość administracyjnie należała do województwa elbląskiego.
We wsi znajduje się zabytkowy kościół z pocz. XIX wieku. Przed 1945 miejscową gospodę prowadził Hugo Lange. 